# ADGZ

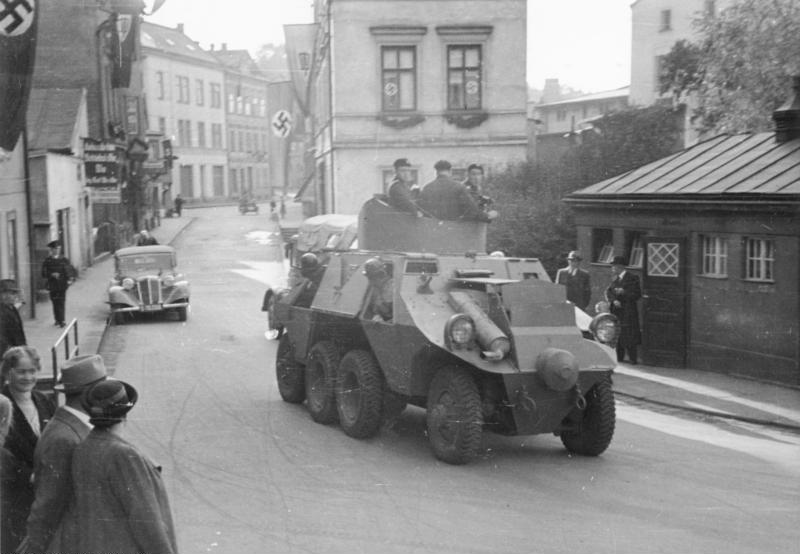
1938년 주데테란트의 ADGZ 장갑차.

Steyr ADGZ는 1934년 처음 발주되고 1935년~1937년 만들어진 오스트리아군이 처음 도입한 중장갑차이다. 1938년 오스트리아 병합 당시 오스트리아군이 군에 12대, 경찰에 15대 총 27대를 사용했으나 이후 나치 독일이 가지게 되었고 폴란드 침공 당시 SS 하임리히 단치히가 운용하여 베스테르플라테 전투, 단치히 폴란드 우체국 방어전 등에 사용했다.